# Distretto di Nainital
Il distretto di Nainital è un distretto dell'Uttarakhand, in India, di 762 912 abitanti. È situato nella divisione di Kumaon e il suo capoluogo è Nainital.